# Rasmus Walter
Rasmus Walter Hansen (født 5. februar 1978 i Aarhus) er en dansk sanger, sangskriver, og guitarist. Han var forsanger i rockbandet Grand Avenue, som han var med til at danne i 2001. Rasmus Walter udgav sit selvbetitlede debutalbum i april 2011. Albummet har modtaget guld for 10.000 eksemplarer, og affødte radiohittet "Dybt vand".
I marts 2013 udsendte Rasmus Walter sit andet soloalbum, Lige her lige nu. Førstesinglen "Endeløst" (2012) opnåede en sjetteplads på download-hitlisten og har modtaget dobbeltplatin. Sangen var den niende mest spillede sang på kommercielle radioer i 2013. Lige her lige nu modtog guld for 10.000 solgte eksemplarer i august 2014.
Rasmus Walter medvirkede i 2014 i fjerde sæson af Toppen af Poppen på TV 2.
Rasmus Walter udsendte i okt. 2014 sit tredje soloudspil 'Verden i Stå', der indeholder numre som 'Verden i Stå' og 'På En Dag Som i Dag'. "På en dag som i dag" var den niende mest spillede danske sang i dansk radio i 2015.

## Privat
Rasmus Walter var fra 2005–06 kæreste med topmodel Helena Christensen.
Rasmus Walter har sønnen Milo med sin kæreste Barbara Gullstein.
Rasmus Walter er desuden tvillingebror til filminstruktøren Anders Walter, som har instrueret kortfilmen Helium, der vandt en Oscar i 2014.

## Diskografi

### Studiealbum
| Titel                                                    | Albumdetaljer                                                                | Højeste placering | Certificering |
| Titel                                                    | Albumdetaljer                                                                | Danmark           | Certificering |
| -------------------------------------------------------- | ---------------------------------------------------------------------------- | ----------------- | ------------- |
| Rasmus Walter                                            | - Udgivet: 4. april 2011 - Selskab: Playground - Format: LP, CD, download    | 15                | - Guld        |
| Lige her lige nu                                         | - Udgivet: 4. marts 2013 - Selskab: Playground - Format: LP, CD, download    | 3                 | - Platin      |
| Verden i stå                                             | - Udgivet: 20. oktober 2014 - Selskab: Playground - Format: LP, CD, download | 1                 | - Guld        |
| Himmelflugt                                              | - Udgivet: 4. november 2016 - Selskab: Playground - Format: LP, CD, download | 4                 |               |
| I mit blod                                               | - Udgivet: 30. oktober 2020 - Selskab: Playground - Format: LP, CD, download | —                 |               |
| Oceaner af tid                                           | - Udgivet: 13. august 2021 - Selskab: Playground - Format: LP, CD, download  | —                 |               |
| "—" markerer en udgivelse der ikke opnåede en placering. |                                                                              |                   |               |

### Livealbum
- Live (2015)

### Singler
| År                                                       | Titel                                                | Højeste placering | Højeste placering | Højeste placering | Certificering                          | Album             |
| År                                                       | Titel                                                | Download          | Streaming         | Airplay           | Certificering                          | Album             |
| -------------------------------------------------------- | ---------------------------------------------------- | ----------------- | ----------------- | ----------------- | -------------------------------------- | ----------------- |
| 2011                                                     | "Dybt vand"                                          | 34                | —                 | 8                 |                                        | Rasmus Walter     |
| 2011                                                     | "Det stille angreb"                                  | —                 | —                 | —                 |                                        | Rasmus Walter     |
| 2011                                                     | "Så det synger" (Rasmus Walter & Julie Maria)        | —                 | —                 | —                 |                                        | ikke-album single |
| 2012                                                     | "Endeløst"                                           | 6                 | 14                | 3                 | - Guld (download) - Platin (streaming) | Lige her lige nu  |
| 2013                                                     | "Knust glas"                                         | —                 | —                 | —                 |                                        | Lige her lige nu  |
| 2013                                                     | "Lige her lige nu"                                   | —                 | —                 | —                 |                                        | Lige her lige nu  |
| 2013                                                     | "December december"                                  | —                 | —                 | —                 | - Guld                                 | Lige her lige nu  |
| 2014                                                     | "Verden i stå"                                       | 28                | —                 | 5                 |                                        | Verden i stå      |
| 2015                                                     | "På en dag som i dag"                                | —                 | —                 | 9                 |                                        | Verden i stå      |
| 2015                                                     | "Indtil du lægger mig på plads"                      | 38                | 38                | —                 |                                        | Verden i stå      |
| 2016                                                     | "Løber"                                              | —                 | —                 | 7                 |                                        | Himmelflugt       |
| 2016                                                     | "Ingenmandsland" (Rasmus Walter featuring Niclas)    | —                 | —                 | —                 |                                        | Himmelflugt       |
| 2016                                                     | "Ligger lidt lavt"                                   | —                 | —                 | —                 |                                        | Himmelflugt       |
| 2017                                                     | "Frit fald"                                          | —                 | —                 | —                 |                                        | Himmelflugt       |
| 2018                                                     | "Heart of Stone"                                     | —                 | —                 | —                 |                                        |                   |
| 2018                                                     | "Lost in the Moment"                                 | —                 | —                 | —                 |                                        |                   |
| 2019                                                     | "Be Alright"                                         | —                 | —                 | —                 |                                        |                   |
| 2019                                                     | "Finder vej"                                         | —                 | —                 | —                 |                                        | I mit blod        |
| 2020                                                     | "Splitsekund"                                        | —                 | —                 | —                 |                                        | I mit blod        |
| 2020                                                     | "Alle dine farver"                                   | —                 | —                 | —                 |                                        | I mit blod        |
| 2021                                                     | "Før du vågner op"                                   | —                 | —                 | —                 |                                        | Oceaner af tid    |
| 2021                                                     | "Jeg drømte om en rød lavt hængende sol"             | —                 | —                 | —                 |                                        | Oceaner af tid    |
| 2021                                                     | "Indtil du kommer hjem"                              | —                 | —                 | —                 |                                        | Oceaner af tid    |
| 2021                                                     | "Gaderne er tomme" (Rasmus Walter og Thomas Dybdahl) | —                 | —                 | —                 |                                        | Oceaner af tid    |
| "—" markerer en udgivelse der ikke opnåede en placering. |                                                      |                   |                   |                   |                                        |                   |